# Economische levensduur
Economische levensduur of economische gebruiksduur is, in bedrijfskundige zin, de maximale periode waarin een productiemiddel (bijvoorbeeld een machine) economisch verantwoord kan worden gebruikt.
Deze economische levensduur eindigt op het moment dat de kosten welke nodig zijn om het productiemiddel draaiend te houden de ingecalculeerde kosten overtreffen. De oorzaak van het oplopen van deze zogenaamde complementaire kosten kan bijvoorbeeld zijn meer storingen door slijtage of hoger olieverbruik. Ook het op de markt verschijnen van een nieuw type productiemiddel waarin de jongste technische kennis is verwerkt, kan de economische levensduur doen beëindigen. De economische levensduur komt tot uitdrukking in de afschrijving van de investering in het productiemiddel. Een kostbare machine wordt bijvoorbeeld in 10 jaar afgeschreven.
Daarna kan het productiemiddel echter vrijwel altijd nog steeds worden gebruikt, zodat het in veel gevallen kan worden verkocht aan een bedrijf dat minder hoge eisen stelt. De periode totdat het echt kapot is, wordt de technische levensduur genoemd.

## Wettelijk gebruik
De term economische levensduur wordt soms ook door juristen gebruikt in de uitleg over een koopovereenkomst, waarmee dan de periode wordt bedoeld dat een product het ongeveer uithoudt. Hoewel de term niet feitelijk in de wet voorkomt, verkiezen juristen soms toch om deze term te gebruiken, omdat er een sterke overeenkomst is van de bedrijfskundige praktijk met die van de wettelijke praktijk. Het verschil is dat de koper er na deze periode ernstig rekening mee moet houden dat het product niet veel langer voor hetzelfde doeleinde te gebruiken is.